# Ctenosculum hawaiiense
Ctenosculum hawaiiense is een kreeftachtigensoort uit de familie van de Ctenosculidae. De wetenschappelijke naam van de soort is voor het eerst geldig gepubliceerd in 1910 door Heath.